# Deuteromallotus
Deuteromallotus é um género botânico pertencente à família Euphorbiaceae.
O gênero apresenta 2 únicas espécies:

## Espécies
- Deuteromallotus acuminatus
- Deuteromallotus capuronii

## Nome e referências
Deuteromallotus Pax & K. Hoffm.